# Orlin Peralta
Orlin Peralta (n. Guanaja, Islas de la Bahía, Honduras; 12 de febrero de 1990) es un futbolista de nacionalidad hondureña. Juega de lateral izquierdo y su equipo actual es el Vida de la Liga Nacional de Honduras.

## Trayectoria
Se formó en las reservas del Vida, junto a otras figuras como Mario Chávez, Marcelo Canales, Arnold Peralta, Romell Quioto y Rubilio Castillo. Debutó en primera división en el año 2008 con 18 años de edad, bajo la dirección técnica del profesor Raúl Martínez Sambulá.
Convirtió su primer gol, un año después de haber debutado, el 12 de septiembre de 2009 contra el Deportes Savio. Así se fue ganando la titularidad bajo las órdenes del profesor Carlos Martínez Pineda.
A mediados de 2013, luego de su brillante participación en los Juegos Olímpicos de Londres 2012, Peralta fue sondeado por varios clubes como Comunicaciones, Wisla Cracovia, Tiburones Rojos, Olimpia y Marathón, pero finalmente el 26 de junio de ese año firmó un contrato de 3 años con el Club Deportivo Motagua, vendido por el Vida en 1 millón de lempiras.
Debutó con Motagua en la 2ª fecha del Apertura 2013, frente al Vida, en un partido que Motagua ganó por 4 goles a 2. El 14 de diciembre de 2014 conquistaría con Motagua su primer título a nivel profesional, en la final ante Real Sociedad.

## Selección nacional
Ha sido internacional con la Selección de fútbol de Honduras en seis ocasiones. Hizo su debut el 11 de septiembre de 2012 en un partido correspondiente a las Eliminatorias Rumbo al Mundial de Brasil 2014 contra Cuba en el Estadio Olímpico Metropolitano de San Pedro Sula.

### Resumen de participaciones
| Mundial                     | Sede           | Resultado        |
| --------------------------- | -------------- | ---------------- |
| Copa Mundial Sub-17 de 2007 | Corea del Sur  | Fase de grupos   |
| Copa Mundial Sub-20 de 2009 | Egipto         | Fase de grupos   |
| Eliminatoria 2014           | Brasil         | 3.° (clasificó)  |
| Londres 2012                | Reino Unido    | Cuartos de final |
| Copa Centroamericana 2013   | Costa Rica     | Subcampeón       |
| Copa de Oro 2013            | Estados Unidos | Cuarto lugar     |

## Clubes
| Club                | País                | Año                 | Partidos | Goles |
| ------------------- | ------------------- | ------------------- | -------- | ----- |
| Vida                | Honduras            | 2008 - 2013         | 119      | 2     |
| Motagua             | Honduras            | 2013 - 2016         | 63       | 0     |
| Vida                | Honduras            | 2016 - presente     | 9        | 0     |
| Total en su carrera | Total en su carrera | Total en su carrera | 182      | 2     |

## Palmarés

### Campeonatos nacionales
| Título                    | Club    | País     | Año  |
| ------------------------- | ------- | -------- | ---- |
| Liga Nacional de Honduras | Motagua | Honduras | 2014 |